# Родриго Жанот
Родриго Жанот Монтейро де Барош (на португалски: Rodrigo Janot Monteiro de Barros, р. 15 септември 1957) е бразилски магистрат – главен прокурор на Бразилия в периода от 17 септември 2013 г. до 17 септември 2017 г.
Родриго Жанот е роден на 15 септември 1957 в Белу Оризонти. Магистър по право на Федералния университет на Минас Жерайс, Родриго Жанот започва кариерата си в системата на бразилската прокуратура през 1984 г., когато печели конкурс за федерален прокурор. През периода 1993 – 2003 г. е регионален федерален прокурор, а през 2003 г. вече е главен субпрокурор на Републиката. На 17 август 2013 г. президентът Дилма Русев избира Родриго Жанот да замени Роберту Гуржел на поста Главен прокурор на Републиката.
След като кандидатурата на президента е одобрена и от горната камара на бразилския конгрес, Родриго Жанот встъпва в длъжност на 17 септември 2013 г.